# Загай-при-Поникві
Загай-при-Поникві (словен. Zagaj pri Ponikvi) — поселення в общині Шентюр, Савинський регіон, Словенія. 
Висота над рівнем моря: 316,6 м.